# Marco Armellino
Marco Armellino (Vico Equense, 21 agosto 1989) è un calciatore italiano, centrocampista dell'Avellino, di cui è capitano.

## Carriera
Cresciuto nel Vico Equense, con la squadra campana centra da titolare la promozione in Lega Pro Seconda Divisione, per poi rimanere svincolato a causa del fallimento della società. Tesserato dal Sorrento, resta con la squadra rossonera fino al gennaio 2012, quando viene acquistato dalla Reggina. Esordisce in Serie B l'11 marzo 2012, in occasione della sconfitta contro il Bari, segnando l'unica rete della compagine calabrese.
Il 2 agosto 2013 passa in prestito alla Cremonese; rientrato alla Reggina, disputa una stagione da titolare, giocando in alcune partite da capitano della squadra. Il 27 luglio 2015 si trasferisce al Matera, con cui si mette in mostra come uno dei migliori giocatori della categoria. Il 9 agosto 2017 passa al Lecce, con cui ottiene da titolare la promozione in Serie B al termine della stagione.
Il 21 gennaio 2019 viene acquistato dal Monza, con cui si lega con un contratto biennale; anche con il club brianzolo vince il campionato, ottenendo la seconda promozione in carriera nella serie cadetta. Il 14 gennaio 2021 prolunga per un'ulteriore stagione con la squadra biancorossa.
Il 24 agosto seguente viene ceduto a titolo definitivo al Modena, con cui firma fino al 2023. Con i canarini nel 2022 vince il campionato e la Supercoppa di Serie C.
Il 29 agosto 2023 viene acquistato a titolo definitivo dall'Avellino, con cui firma un accordo biennale. La stagione successiva, da capitano dei lupi, il 19 aprile 2025 vince il Girone C della Serie C che permette agli irpini la conquista della cadetteria.

## Statistiche

### Presenze e reti nei club
Statistiche aggiornate al 10 maggio 2025.
| Stagione            | Squadra             | Campionato          | Campionato | Campionato | Coppe nazionali | Coppe nazionali | Coppe nazionali | Coppe continentali | Coppe continentali | Coppe continentali | Altre coppe | Altre coppe | Altre coppe | Totale | Totale |
| Stagione            | Squadra             | Comp                | Pres       | Reti       | Comp            | Pres            | Reti            | Comp               | Pres               | Reti               | Comp        | Pres        | Reti        | Pres   | Reti   |
| ------------------- | ------------------- | ------------------- | ---------- | ---------- | --------------- | --------------- | --------------- | ------------------ | ------------------ | ------------------ | ----------- | ----------- | ----------- | ------ | ------ |
| 2008-2009           | Vico Equense        | D                   | 35         | 2          | CI-D            | 3+              | 1+              | -                  | -                  | -                  | -           | -           | -           | 38     | 3      |
| 2009-2010           | Vico Equense        | 2D                  | 28+2       | 1          | CI+CI-LP        | 2+4+            | 0               | -                  | -                  | -                  | -           | -           | -           | 36     | 1      |
| Totale Vico Equense | Totale Vico Equense | Totale Vico Equense | 63+2       | 3          |                 | 9+              | 1+              |                    | -                  | -                  |             | -           | -           | 74     | 4      |
| 2010-2011           | Sorrento            | 1D                  | 23         | 0          | CI+CI-LP        | 2+0             | 0               | -                  | -                  | -                  | -           | -           | -           | 25     | 0      |
| 2011-gen. 2012      | Sorrento            | 1D                  | 19         | 0          | CI+CI-LP        | 2+0             | 0               | -                  | -                  | -                  | -           | -           | -           | 21     | 0      |
| Totale Sorrento     | Totale Sorrento     | Totale Sorrento     | 42         | 0          |                 | 4               | 0               |                    | -                  | -                  |             | -           | -           | 46     | 0      |
| gen.-giu. 2012      | Reggina             | B                   | 10         | 2          | CI              | -               | -               | -                  | -                  | -                  | -           | -           | -           | 10     | 2      |
| 2012-2013           | Reggina             | B                   | 28         | 0          | CI              | 0               | 0               | -                  | -                  | -                  | -           | -           | -           | 28     | 0      |
| 2013-2014           | Cremonese           | 1D                  | 24+3       | 3          | CI+CI-LP        | 1+3             | 0+1             | -                  | -                  | -                  | -           | -           | -           | 31     | 4      |
| 2014-2015           | Reggina             | LP                  | 35+2       | 3          | CI+CI-LP        | 1+1             | 0               | -                  | -                  | -                  | -           | -           | -           | 39     | 3      |
| Totale Reggina      | Totale Reggina      | Totale Reggina      | 73+2       | 5          |                 | 2               | 0               |                    | -                  | -                  |             | -           | -           | 77     | 5      |
| 2015-2016           | Matera              | LP                  | 31         | 4          | CI+CI-LP        | 1+1             | 0               | -                  | -                  | -                  | -           | -           | -           | 33     | 4      |
| 2016-2017           | Matera              | LP                  | 31+2       | 9          | CI+CI-LP        | 2+7             | 0               | -                  | -                  | -                  | -           | -           | -           | 42     | 9      |
| Totale Matera       | Totale Matera       | Totale Matera       | 62+2       | 13         |                 | 11              | 0               |                    | -                  | -                  |             | -           | -           | 75     | 13     |
| 2017-2018           | Lecce               | C                   | 35         | 3          | CI+CI-C         | 0+0             | 0               | -                  | -                  | -                  | SC-C        | 1           | 0           | 36     | 3      |
| 2018-gen. 2019      | Lecce               | B                   | 8          | 1          | CI              | 0               | 0               | -                  | -                  | -                  | -           | -           | -           | 8      | 1      |
| Totale Lecce        | Totale Lecce        | Totale Lecce        | 43         | 4          |                 | 0               | 0               |                    | -                  | -                  |             | 1           | 0           | 44     | 4      |
| gen.-giu. 2019      | Monza               | C                   | 15+4       | 1+1        | CI+CI-C         | 0+5             | 0               | -                  | -                  | -                  | -           | -           | -           | 24     | 2      |
| 2019-2020           | Monza               | C                   | 26         | 3          | CI+CI-C         | 3+1             | 0               | -                  | -                  | -                  | -           | -           | -           | 30     | 3      |
| 2020-2021           | Monza               | B                   | 27+1       | 2          | CI              | 2               | 0               | -                  | -                  | -                  | -           | -           | -           | 30     | 2      |
| Totale Monza        | Totale Monza        | Totale Monza        | 68+5       | 6+1        |                 | 11              | 0               |                    | -                  | -                  |             | -           | -           | 84     | 7      |
| 2021-2022           | Modena              | C                   | 37         | 3          | CI-C            | 1               | 0               | -                  | -                  | -                  | SC-C        | 2           | 0           | 40     | 3      |
| 2022-2023           | Modena              | B                   | 28         | 2          | CI              | 3               | 0               | -                  | -                  | -                  | -           | -           | -           | 31     | 2      |
| Totale Modena       | Totale Modena       |                     | 65         | 5          |                 | 4               | 0               |                    | -                  | -                  |             | 2           | 0           | 71     | 5      |
| 2023-2024           | Avellino            | C                   | 37+4       | 1          | CI-C            | -               | -               | -                  | -                  | -                  | -           | -           | -           | 41     | 1      |
| 2024-2025           | Avellino            | C                   | 23         | 1          | CI+CI-C         | 2+2             | 0+1             | -                  | -                  | -                  | SC-C        | 1           | 0           | 28     | 1      |
| Totale Avellino     | Totale Avellino     | Totale Avellino     | 60+4       | 2          |                 | 4               | 1               |                    | -                  | -                  |             | 1           | 0           | 68     | 3      |
| Totale carriera     | Totale carriera     | Totale carriera     | 500+18     | 41+1       |                 | 49              | 4               |                    | -                  | -                  |             | 4           | 0           | 570    | 46     |

## Palmarès

### Club

#### Competizioni nazionali
- Serie C: 4

Lecce: 2017-2018 (girone C)
Monza: 2019-2020 (girone A)
Modena: 2021-2022 (girone B)
Avellino: 2024-2025 (girone C)
- Supercoppa Serie C: 1

Modena: 2022